# 桑蒂索
桑蒂索是西班牙加利西亚自治区拉科鲁尼亚省的一个市镇。总面积约67km², 总人口1630人（2017年），人口密度24人/km²。

## 人口
| 桑蒂索历史人口变化图                                       |
|                                                            |
| 来源：西班牙国家统计局（1900-1990年，实际人口）（2000年-） |